# Ksar Lblida
Ksar Lblida (en arabe : قصر لبليدة) est un village fortifié dans la province de Zagora, région de Draa-Tafilalet au sud-est du Maroc .